# Dasyhelea hawaiiensis
Dasyhelea hawaiiensis är en tvåvingeart som beskrevs av John William Scott Macfie 1934. Dasyhelea hawaiiensis ingår i släktet Dasyhelea och familjen svidknott. Inga underarter finns listade i Catalogue of Life.